# Macrogomphus
Genre
Macrogomphus  est un genre  dans la famille des Gomphidae appartenant au sous-ordre des Anisoptères dans l'ordre des Odonates. 

## Liste d'espèces
Ce genre comprend 18 espèces :
- Macrogomphus abnormis Selys, 1884
- Macrogomphus annulatus (Selys, 1854)
- Macrogomphus borikhanensis Fraser, 1933
- Macrogomphus decemlineatus Selys, 1878
- Macrogomphus guilinensis Chao, 1982
- Macrogomphus keiseri Lieftinck, 1955
- Macrogomphus kerri Fraser, 1932
- Macrogomphus lankanensis Fraser, 1933
- Macrogomphus matsukii Asahina, 1986
- Macrogomphus montanus Selys, 1869
- Macrogomphus parallelogramma (Burmeister, 1839)
- Macrogomphus phalantus Lieftinck, 1935
- Macrogomphus quadratus Selys, 1878
- Macrogomphus rivularis Förster, 1914
- Macrogomphus robustus (Selys, 1878)
- Macrogomphus seductus Fraser, 1926
- Macrogomphus thoracicus McLachlan, 1884
- Macrogomphus wynaadicus Fraser, 1924